# Dominic Inglot
Dominic Inglot (Londra, 6 marzo 1986) è un ex tennista britannico.

## Biografia
Specializzato nel doppio, ha vinto quattordici titoli ATP ed è stato numero 18 del ranking mondiale. In singolare è arrivato al massimo al numero 561.
Ha fatto parte della squadra britannica di Coppa Davis che ha vinto la competizione nel 2015.

## Statistiche

### Doppio

#### Vittorie (14)
| Legenda              |
| Grande Slam (0)      |
| ATP Finals (0)       |
| ATP Masters 1000 (0) |
| ATP Tour 500 (3)     |
| ATP Tour 250 (11)    |

| N.  | Data              | Torneo                                  | Superficie  | Compagno             | Avversari in finale             | Punteggio              |
| 1.  | 5 agosto 2012     | Citi Open, Washington                   | Cemento     | Treat Huey           | Kevin Anderson Sam Querrey      | 7-6(7), 6(9)-7, [10-5] |
| 2.  | 27 ottobre 2013   | Swiss Indoors Basel, Basilea (1)        | Cemento (i) | Treat Huey           | Julian Knowle Oliver Marach     | 6-3, 3-6, [10-4]       |
| 3.  | 20 giugno 2014    | AEGON International, Eastbourne         | Erba        | Treat Huey           | Alexander Peya Bruno Soares     | 7-5, 5-7, [10-8]       |
| 4.  | 29 agosto 2015    | Winston-Salem Open, Winston-Salem       | Cemento     | Robert Lindstedt     | Eric Butorac Scott Lipsky       | 6–2, 6–4               |
| 5.  | 25 giugno 2016    | Aegon Open Nottingham, Nottingham       | Erba        | Daniel Nestor        | Ivan Dodig Marcelo Melo         | 7-5, 7-6(4)            |
| 6.  | 25 settembre 2016 | St. Petersburg Open, San Pietroburgo    | Cemento (i) | Henri Kontinen       | Andre Begemann Leander Paes     | 4-6, 6-3, [12-10]      |
| 7.  | 15 aprile 2017    | Grand Prix Hassan II, Marrakech         | Terra rossa | Mate Pavić           | Marcel Granollers Marc López    | 6-4, 2-6, [11-9]       |
| 8.  | 29 aprile 2018    | Gazprom Hungarian Open, Budapest        | Terra rossa | Franko Škugor        | Matwé Middelkoop Andrés Molteni | 6(8)-7, 6-1, [10-8]    |
| 9.  | 6 maggio 2018     | TEB BNP Paribas Istanbul Open, Istanbul | Terra rossa | Robert Lindstedt     | Ben McLachlan Nicholas Monroe   | 3-6, 6-3, [10-8]       |
| 10. | 16 giugno 2018    | Libéma Open, 's-Hertogenbosch (1)       | Erba        | Franko Škugor        | Raven Klaasen Michael Venus     | 7-6(3), 7-5            |
| 11. | 28 ottobre 2018   | Swiss Indoors Basel, Basilea (2)        | Cemento (i) | Franko Škugor        | Alexander Zverev Miša Zverev    | 6-2, 7-5               |
| 12. | 15 giugno 2019    | Libéma Open, 's-Hertogenbosch (2)       | Erba        | Austin Krajicek      | Marcus Daniell Wesley Koolhof   | 6-4, 4-6, [10-4]       |
| 13. | 28 luglio 2019    | Atlanta Open, Atlanta                   | Cemento     | Austin Krajicek      | Bob Bryan Mike Bryan            | 6-4, 6(5)-7, [11-9]    |
| 14. | 16 febbraio 2020  | New York Open, New York                 | Cemento (i) | Aisam-ul-Haq Qureshi | Steve Johnson Reilly Opelka     | 7–6(5), 7–6(6)         |

#### Finali perse (13)
| Legenda              |
| Grande Slam (0)      |
| ATP Finals (0)       |
| ATP Masters 1000 (0) |
| ATP Tour 500 (1)     |
| ATP Tour 250 (12)    |

| N.  | Data              | Torneo                                       | Superficie  | Compagno             | Avversari in finale             | Punteggio           |
| 1.  | 15 aprile 2012    | U.S. Men's Clay Court Championships, Houston | Terra rossa | Treat Huey           | James Blake Sam Querrey         | 6(14)–7, 3–6        |
| 2.  | 28 ottobre 2012   | Swiss Indoors Basel, Basilea                 | Cemento (i) | Treat Huey           | Daniel Nestor Nenad Zimonjić    | 5–7, 7–6(4), [5–10] |
| 3.  | 25 maggio 2013    | Power Horse Cup, Düsseldorf                  | Terra rossa | Treat Huey           | Andre Begemann Martin Emmrich   | 5–7, 2–6            |
| 4.  | 24 agosto 2013    | Winston-Salem Open, Winston-Salem            | Cemento     | Treat Huey           | Daniel Nestor Leander Paes      | 6(10)–7, 5–7        |
| 5.  | 22 settembre 2013 | St. Petersburg Open, San Pietroburgo         | Cemento (i) | Denis Istomin        | David Marrero Fernando Verdasco | 7–6(6), 6–3         |
| 6.  | 17 gennaio 2015   | Heineken Open, Auckland                      | Cemento     | Florin Mergea        | Raven Klaasen Leander Paes      | 6(1)–7, 4–6         |
| 7.  | 8 febbraio 2015   | Open Sud de France, Montpellier (1)          | Cemento (i) | Florin Mergea        | Marcus Daniell Artem Sitak      | 6–3, 4–6, [14–16]   |
| 8.  | 11 giugno 2016    | Ricoh Open, 's-Hertogenbosch                 | Erba        | Raven Klaasen        | Mate Pavić Michael Venus        | 6–3, 3–6, [9–11]    |
| 9.  | 26 febbraio 2017  | Open 13, Marsiglia                           | Cemento (i) | Robin Haase          | Julien Benneteau Nicolas Mahut  | 4–6, 7–6(9), [5–10] |
| 10. | 25 febbraio 2018  | Open 13, Marsiglia (2)                       | Cemento (i) | Marcus Daniell       | Raven Klaasen Michael Venus     | 7–6(2), 3–6, [4–10] |
| 11. | 3 agosto 2019     | Abierto Mexicano Los Cabos Open, Los Cabos   | Cemento     | Austin Krajicek      | Romain Arneodo Hugo Nys         | 5–7, 7–5, [14–16]   |
| 12. | 9 febbraio 2020   | Open Sud de France, Montpellier (2)          | Cemento     | Aisam-ul-Haq Qureshi | Nikola Ćaćić Mate Pavić         | 4–6, 7–6(4), [4–10] |
| 13. | 2 maggio 2021     | Millennium Estoril Open, Cascais             | Terra rossa | Luke Bambridge       | Hugo Nys Tim Pütz               | 5–7, 6–3, [3–10]    |

## Risultati in progressione
| Sigla | Risultato               |
| ----- | ----------------------- |
| V     | Vincitore               |
| F     | Finalista               |
| SF    | Semifinalista           |
| O     | Oro olimpico            |
| A     | Argento olimpico        |
| SF    | Bronzo olimpico         |
| QF    | Quarti di Finale        |
| 4T    | Quarto turno            |
| 3T    | Terzo turno             |
| 2T    | Secondo turno           |
| 1T    | Primo turno             |
| RR    | Round Robin             |
| LQ    | Turno di qualificazione |
| A     | Assente                 |
| ND    | Non disputato           |

| Legenda superfici    |
| -------------------- |
| Cemento              |
| Terra battuta        |
| Erba                 |
| Superficie variabile |

### Doppio
| Tornei Grande Slam         |               |               |     |               |               |               |     |               |               |               |               |     |     |       |
| Australian Open, Melbourne | A             | A             | A   | 1T            | QF            | QF            | 3T  | 3T            | QF            | 2T            | 1T            | 2T  | 2T  | 16-10 |
| Open di Francia, Parigi    | A             | A             | 3T  | 3T            | 2T            | A             | A   | 1T            | 1T            | 1T            | 1T            | 1T  | A   | 5-8   |
| Wimbledon, Londra          | 3T            | A             | 1T  | 3T            | 1T            | 2T            | 2T  | 1T            | SF            | 1T            | ND            | 2T  | A   | 11-10 |
| US Open, New York          | A             | A             | 2T  | QF            | 1T            | SF            | 1T  | 1T            | 3T            | 1T            | 1T            | 2T  | A   | 11-10 |
| Vittorie-Sconfitte         | 2-1           | 0-0           | 3-3 | 7-4           | 4–4           | 8-3           | 3–3 | 2-4           | 9-4           | 1-4           | 0-3           | 2-4 | 1-1 | 43-38 |
| Giochi Olimpici            |               |               |     |               |               |               |     |               |               |               |               |     |     |       |
| Giochi Olimpici            | Non disputati | Non disputati | A   | Non disputati | Non disputati | Non disputati | 1T  | Non disputati | Non disputati | Non disputati | Non disputati | A   | ND  | 0-1   |
| Vittorie-Sconfitte         | Non disputati | Non disputati | 0-0 | Non disputati | Non disputati | Non disputati | 0-1 | Non disputati | Non disputati | Non disputati | Non disputati | 0-0 | ND  | 0-1   |

### Doppio misto
| Tornei Grande Slam         |               |               |     |               |               |               |     |               |               |               |               |       |
| Australian Open, Melbourne | A             | A             | A   | A             | 2T            | A             | 1T  | A             | A             | 1T            | A             | 1-3   |
| Open di Francia, Parigi    | A             | A             | A   | A             | 2T            | A             | A   | QF            | 2T            | 1T            | ND            | 4-3   |
| Wimbledon, Londra          | A             | A             | 3T  | 2T            | 2T            | 1T            | 2T  | 1T            | 1T            | A             | ND            | 5-7   |
| US Open, New York          | A             | A             | A   | A             | A             | 1T            | 2T  | A             | A             | A             | ND            | 1-2   |
| Vittorie-Sconfitte         | 0-0           | 0-0           | 2-1 | 1-1           | 3-3           | 0-2           | 2-3 | 2-2           | 1-1           | 0-2           | 0-0           | 11-14 |
| Giochi Olimpici            |               |               |     |               |               |               |     |               |               |               |               |       |
| Giochi Olimpici            | Non disputati | Non disputati | A   | Non disputati | Non disputati | Non disputati | A   | Non disputati | Non disputati | Non disputati | Non disputati | 0-0   |
| Vittorie-Sconfitte         | Non disputati | Non disputati | 0-0 | Non disputati | Non disputati | Non disputati | 0-0 | Non disputati | Non disputati | Non disputati | Non disputati | 0-0   |